# Flughafen Oral Aq Schol

i7
i11
i13
Der Flughafen Oral Aq Schol (kasachisch Ақ жол «Светлый путь», IATA-Code: URA, ICAO-Code: UARR), früher Uralsk, ist ein internationaler Flughafen, der die im Gebiet Westkasachstan liegende kasachische Stadt Oral bedient. Der Flughafen liegt ca. zwölf Kilometer von der Stadt entfernt und hat ein internationales und ein nationales Terminal.